# براندون جونسون (منافس ألعاب قوى)
براندون جونسون (بالإنجليزية: Brandon Johnson)‏ هو منافس ألعاب قوى أمريكي، ولد في 2 مارس 1985.

## وصلات خارجية
- براندون جونسون على موقع الاتحاد الدولي لألعاب القوى (الإنجليزية)
- براندون جونسون على موقع الاتحاد الأمريكي لسباقات المضمار والميدان (الإنجليزية)
- براندون جونسون على موقع الدوري الماسي (الإنجليزية)